# منتخب أستراليا لكرة السلة للسيدات
منتخب أستراليا الوطني لكرة السلة للسيدات هو المنتخب الذي يمثل أستراليا في منافسات كرة السلة الدولية للنساء، والذي يقوم إتحاد أستراليا لكرة السلة بإدارة شؤونه، يعتبر من أقوى منتخبات العالم في كرة السلة حيث تمكن من الفوز ب3 ميداليات فضية في الألعاب الأولمبية الصيفية، وفاز بكأس العالم لكرة السلة للنساء في سنة 2006، وفاز 15 مرة ببطولة أوقيانوسيا لكرة السلة للنساء وألتي لم يفز أي منتخب آخر بهذا الكأس، ويحتل المركز الثاني في تصنيف فيبا لكرة السلة.

## وصلات خارجية
- الموقع الرسمي